# Subsolà
Segons la mitologia romana, Subsolà va ser el nom llatí del vent de l'est, identificat amb el grec Euros. Poc usual, sembla una traducció del nom d'Afeliotes amb què també se'l coneix.